# Luigi Sacco (medico)
Luigi Sacco (Varese, 9 marzo 1769 – Milano, 26 dicembre 1836) è stato un medico italiano, pioniere della vaccinazione anti-vaiolosa.

## Biografia

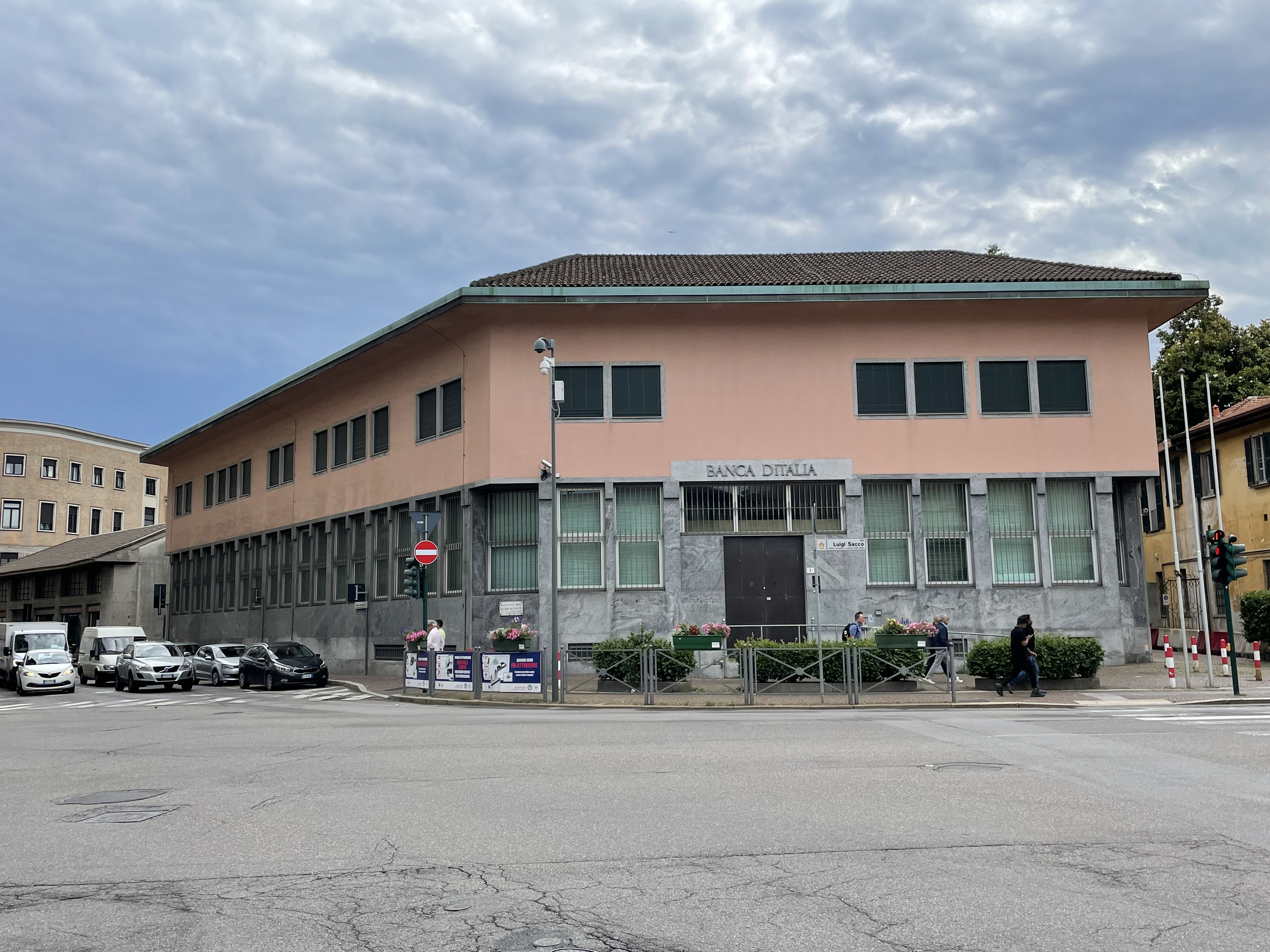
La filiale della Banca d’Italia di Varese, sorta sul sito della casa natale di Luigi Sacco: una targa sulla sinistra della facciata ricorda la circostanza

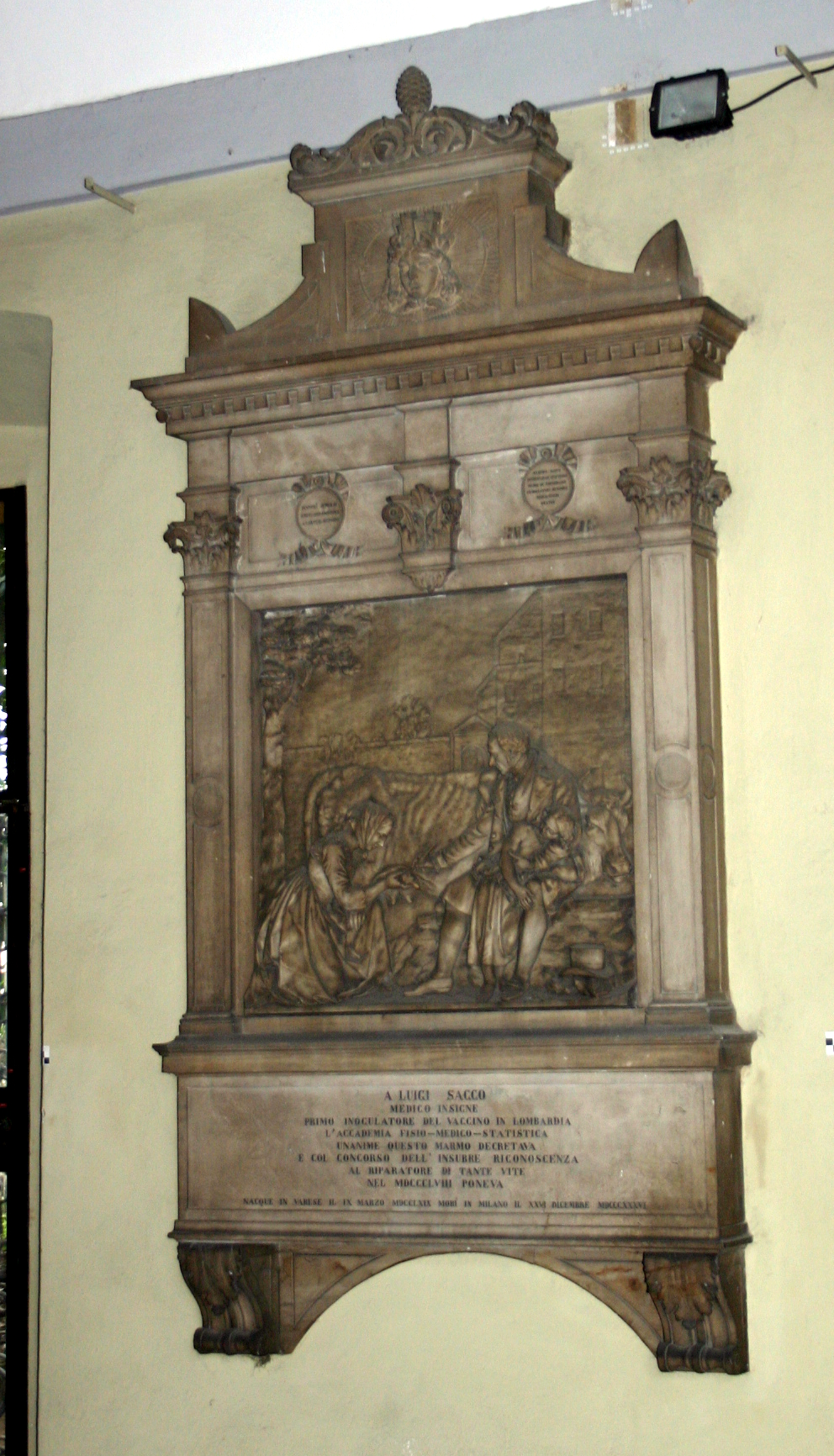
Lapide dedicata a Luigi Sacco all'Università di Milano

Luigi Sacco nacque a Varese il 9 marzo 1769 da Carlo Giuseppe e da Maddalena Guaita, civili ed agiati borghesi. La casa natale si trovava presso il Palazzo Estense ed è stata successivamente abbattuta per fare posto alla filiale cittadina della Banca d'Italia.
Studiò medicina all'Università degli Studi di Pavia, alla quale si iscrisse dopo aver vinto il posto di alunno al Collegio Ghislieri e dove fu allievo di Lazzaro Spallanzani, Antonio Scarpa, Johann Peter Frank ed altri luminari di quell'ateneo. Nel 1792 conseguì la laurea in Medicina e Chirurgia. Diversi testimoni affermano che Sacco vestiva la tunica collegiale allora d'uso in modo trasandato e spesso dimenticava passatempi e pranzo, tutto assorto negli studi fisiologici o negli studi anatomici sui cadaveri.

### Esperienze in Italia e mancato viaggio in America
Nel 1792, dopo essersi laureato, si trasferì a Milano, dove cominciò la sua carriera pratica e strinse amicizia con Pietro Moscati, rinomato professore di ostetricia. Presentò alla Società Patriottica delle Scienze a Milano uno scritto, "Sopra una nuova maniera di preparare gli insetti", che gli valse un premio e la nomina di socio corrispondente. Continuò a viaggiare per l'Italia, allo scopo di erudirsi sempre di più, tentando di realizzare il suo desiderio di visitare l'America, ma, quasi al momento di partire, una donna che si definì una "principessa" lo invitò a non imbarcarsi. L'imbarcazione a bordo della quale avrebbe dovuto trovarsi fece successivamente naufragio.

### I primi esperimenti sul vaiolo vaccino
Quando nel 1798 Edward Jenner pubblicò lo scritto "An inquiry into the causes and effects of the variolae vaccinae", nel quale descriveva il proprio metodo di vaccinazione, Luigi Sacco iniziò ad interessarsi alle cause della contaminazione del vaiolo in Italia. Nel settembre del 1800 si recò a Varese, esaminando un certo numero di vacche provenienti dalla Svizzera colpite dal vaiolo, che presentavano pustole e croste sulle mammelle. Decise di prelevare dall'interno dalle pustole mature del materiale con il quale effettuare i suoi esperimenti.
Il dottor Sacco, nel suo libro "Osservazioni pratiche sull'uso del vajuolo vaccino, come preservativo del vajuolo umano", così scrisse:
(Ferrario, p. 6)
Il primo esperimento venne effettuato su cinque bambini di età compresa tra i 2 e i 7 anni. Poiché avevano timore della vaccinazione, il dottor Sacco per persuaderli si autovaccinò. La facilità con la quale s'inoculò, l'assenza di dolore e la promessa di premi, indussero i ragazzi a lasciarsi vaccinare.
Quattro di loro contrassero il vaiolo vaccino ed uno non subì alcuna alterazione, nemmeno dopo una seconda vaccinazione. Anche il dottor Sacco, dopo l'inoculazione, contrasse il vaiolo vaccino, con la comparsa di varie pustole che, dopo alcuni giorni, essiccarono. Dal settembre del 1800 all'aprile del 1801 egli eseguì più di 300 innesti di virus vaccino a Varese, a Giussano, a Montonate ed in gran parte a Milano. Questi furono dunque i primi trionfi della vaccinazione in Lombardia ed il governo della Repubblica Cisalpina nominò il dottor Sacco direttore della vaccinazione, ponendo a sua disposizione gli orfanotrofi per istituirvi pubblici esperimenti.

### Le scoperte sul vaiolo vaccino e la fama internazionale
Fin dalle prime vaccinazioni si serviva di un ago simile a quello che si adopera per l'abbassamento della cateratta. Scoprì inoltre uno dei più importanti vantaggi del vaiolo vaccino: tra gli uomini questa malattia non è contagiosa, trasmettendosi soltanto per inoculazione.
Pertanto, secondo il dottor Sacco, i vaccinati possono mescolarsi con coloro che non lo sono e con chiunque non abbia contratto il vaiolo umano, senza temere di recar loro qualsiasi danno, mentre con l'inoculazione del vaiolo umano si metteva spesso in pericolo di vita, non solo l'inoculato, ma anche le persone che gli stavano intorno. Riteneva che la differenza di nomi attribuiti dagli abitanti al vaiolo vaccino fosse stata la causa del ritardo di questa scoperta. Questa malattia veniva chiamata groffera, scabbiola, broccardo, varola, ecc....
Dopo il 1801 effettuò vaccinazioni a Parma, Reggio Emilia, Modena e, recatosi a Bologna, continuò a sperimentare l'innesto del vaiolo vaccino per contrastare la proliferazione di una micidiale epidemia vaiolosa. Fu un successo e i bolognesi, riconoscenti, premiarono il dottor Sacco con una medaglia d'oro, cosa che fecero anche i bresciani nel maggio 1802.
Nel 1802 pubblicò a Milano il suo "Rapporto del solenne pubblico esperimento di controprova coll'innesto del vajuolo umano" condotto nell'Orfanotrofio della Stella il 31 agosto 1802 su 63 individui, e riuscito con grande successo, in presenza delle principali autorità della Repubblica e di molti professori dell'arte.
Nel 1803 venne nominato medico primario dell'Ospedale Maggiore di Milano e direttore generale della vaccinazione nella Repubblica Cisalpina. Nello stesso anno pubblicò il suo libro "Memoria sul vaccino unico mezzo per estirpare radicalmente il vajuolo umano, diretto ai governi che amano la prosperità delle loro nazioni", testo che divenne famoso in tutta Europa. Il suo ceppo di vaccino antivaioloso fu utilizzato in paesi remoti quali la Persia, Baghdad e l'Indostan.
Luigi Sacco riteneva che per estirpare totalmente il vaiolo naturale fosse necessario che i governi adottassero misure a favore della vaccinazione e che i cittadini stessi formassero dei gruppi di pressione, per incoraggiare e rassicurare quelle persone che ancora dubitavano dell'efficacia del vaccino.
Il dottor Sacco esclamava con grande convinzione:
Egli stesso effettuò un'intensa propaganda e le sue circolari erano sempre unite ad un'omelia scritta da un vescovo, con l'intento di infondere religiosamente nel popolo la necessità e l'obbligo in coscienza di farsi vaccinare. Nel 1804 effettuò esperimenti di vaccinazione con il vaiolo pecorino e scoprì che questo virus innestato nell'uomo produce il medesimo effetto del vaccino del vaiolo umano. Nel 1806, in poco più di sei mesi presentò al governo i nomi di 130.000 persone vaccinate in alcune zone del Nord dell'Italia e di 120.000 nelle province venete. Grazie alla vaccinazione, la città di Venezia superò una grave epidemia di vaiolo che uccideva circa 15 persone al giorno.

#### L'opera principale
Nel 1809 pubblicò la sua opera più importante, il "Trattato di vaccinazione,con osservazioni sul giavardo e sul vajuolo pecorino", in cui riepilogò quanto aveva narrato nei suoi scritti precedenti, dedicando l'opera al principe Eugenio di Beauharnais, viceré del regno d'Italia. L'illustre professore Giuseppe Frank chiamò quest'opera "Opus aureum". L'opera venne tradotta in Germania da Guglielmo Sprengel, in Francia da Joseph Daquin e anche in Inghilterra. La fama del dottor Sacco divenne mondiale. Ben grato al grande Jenner, nel suo trattato affermò che la scoperta jenneriana era stato uno dei più preziosi doni della Provvidenza e che meritava la riconoscenza della presente e delle future generazioni.

#### L'errata convinzione sul metodo della vaccinazione
Durante i suoi studi sul vaccino il dottor Sacco però cadde in errore: riteneva che una sola vaccinazione avrebbe reso immune il vaccinato per tutta la vita, fatto che ancora non era stato statisticamente confermato. La sola esperienza del tempo dimostrò infatti che molti individui vaccinati, dopo 10-15 anni dalla vaccinazione furono attaccati dal vaiolo umano, e alcuni di loro morirono.
Egli affermava:
(Luigi Sacco)
Temendo che il popolo diminuisse troppo la sua fede nel vaccino, continuò a sostenere la sua convinzione. Durante l'epidemia vaiolosa proveniente da Marsiglia e da Genova nel 1823, che colpì anche coloro che erano stati vaccinati, il dottor Sacco riteneva che la causa di ciò fosse una vaccinazione con vaccino spurio e che non fosse necessario effettuare una rivaccinazione. Nel settembre 1832 a Vienna egli lesse al Congresso dei Naturalisti e Medici della Germania una dissertazione da titolo: "De vaccinationis necessitate per totum orbem rite instituendae", in cui ribadiva che bastava una sola vaccinazione per preservare il popolo dal vaiolo umano.

### L'interesse per attività industriali, agricole e terapeutiche
Fin da quando ebbe rassegnato la carica di direttore generale della vaccinazione dedicò parte del suo tempo ad attività industriali, agricole e terapeutiche. Nel 1811 venne premiato con una medaglia d'oro per aver istituito una fabbrica di barbabietole da zucchero e con una medaglia d'argento dall'Istituto Veneto di Scienze, Lettere ed Arti per i prodotti che si ricavavano dalle barbabietole.
Nel 1820 l'Istituto del Regno Lombardo-Veneto premiò il dottor Sacco con una medaglia d'argento per avere introdotto una nuova macchina che preparava il lino e la canapa senza macerazione. Contemporaneamente a tali iniziative, intellettuali e pratiche, agrarie e industriali, inventate o perfezionate da lui, si occupò di una grandiosa opera di idraulica agraria nella provincia di Sondrio assieme all'imprenditore francese Giacomo Rousselin.
Nel 1835 venne nominato Cavaliere dell'Ordine imperiale austriaco della Corona di Ferro. Nel maggio 1836, in occasione della memorabile adunanza dei medici di Milano, fece adottare alcuni provvedimenti anticontagio per difendere la popolazione dalla nuova pestilenza del cholera morbus indostanico.

#### Gli studi sugli effetti terapeutici del cloro
Negli ultimi anni della sua vita il dottor Sacco iniziò alcuni esperimenti su cani idrofobi, utilizzando il cloro come cura contro l'idrofobia. In alcuni casi aizzava dei cani alla rabbia, privandoli d'acqua, di cibo e lasciandoli chiusi in gabbia sotto il sole.
Per questo motivo non ottenne alcun appoggio e dovette terminare questi esperimenti. Nonostante ciò, continuò a fare ricerche sul cloro, in particolare come cura del tifo petecchiale. Infatti, dopo che ricomparve nel 1820 la febbre petecchiale, vennero radunati alcuni malati e il dottor Sacco se ne prese cura. Il loro corpo veniva lavato con idrocloro puro e dovevano bere tre bibite al giorno di idrocloro allungato con acqua: dopo otto o nove giorni giungevano alla convalescenza. Il dottor Sacco mostrava interesse verso ogni novità medica o chirurgica: sperimentò l'uso dell'agopuntura, dello iodio e della litotrissia, per la quale fece appositamente costruire un semplice letto d'operazione.

### Personalità e vita privata
Si dice che mentre viaggiava per l'Italia, generoso propugnatore e propagatore della vaccinazione, era da un lato accolto dalle accademie e retribuito con medaglie e onorificenze sociali, dall'altro veniva considerato un impostore o un temuto emissario della Repubblica e preso a sassate dal popolo quando teneva le sue conferenze sulla vaccinazione nella pubblica piazza.
Asseriva di non saper singolarmente amare qualcuno. Nonostante ciò, sposò Carolina Borghi, già vedova di due mariti, i signori Giovanni Attanasio e Carlo Resnati, e dalla quale ebbe un figlio, Alberico, morto a soli 20 mesi (9 febbraio 1825) ed una figlia, Maddalena, che morì a vent'anni (8 aprile 1843).
Si prese cura delle tre figlie che la moglie aveva avuto dai precedenti matrimoni. Nel 1829 venne nominato temporaneamente direttore dell'Ospedale Maggiore e dei Luoghi Pii Uniti di Milano, ma non sostenne abbastanza il decoro e i diritti dei suoi colleghi, si mostrò troppo debole e ligio nei confronti di chi voleva trovare colpe nei suoi dipendenti e pretendeva eccessive restrizioni nei rimedi costosi per i vari ospizi.
Il dottor Sacco era un uomo d'alta statura, sobrio nel vivere, di carattere un po' confuso, astratto e divagato; non faceva distinzione nel visitare il tugurio miserabile del povero malato o il palazzo del ricco o del principe. Negli ultimi anni della sua vita si dedicò al giardinaggio ed in particolare si prese cura della sua raccolta di migliaia di camelie di diversa varietà. Il 26 dicembre 1836, a 67 anni, morì vittima di un attacco cardiaco, dovuto ad una dilatazione abnorme dell'arco aortico, in un'abitazione di corso Monforte a Milano. Fu sepolto al cimitero di San Gregorio, fuori Porta Venezia, poi chiuso nel 1883: la tomba è andata dispersa.

## Scritti principali
- Istruzione sui vantaggi, e sul metodo d'innestare il vajuolo vaccino pubblicata per ordine del Comitato governativo della Repubblica cisalpina da Luigi Sacco dottore in medicina e chirurgia
- Osservazioni pratiche sull'uso del vajuolo vaccino, come preservativo del vajuolo umano di Luigi Sacco, Con figure, Milano: nella stamperia italiana e francese, a S. Zeno, n. 534, anno IX repubblicano (1800-1801)
- Risultati di osservazioni e sperienze sull'inoculazione del vajuolo vaccino instituite nello spedal maggiore di Milano dalla Commissione medico-chirurgica superiormente delegata a questo oggetto, Milano: dalla tipografia di Luigi Veladini, anno X (i.e. 1802)
- Memoria sul vaccino unico mezzo per estirpare radicalmente il vajuolo umano diretta ai governi che amano la prosperità delle loro nazioni del dott. Luigi Sacco, Milano: nella stamperia e fonderia di G.G. Destefanis, 1803 (Google libri)
- Trattato di vaccinazione con osservazioni sul giavardo e vajuolo pecorino del dottore Luigi Sacco, Con quattro tavole miniate, Milano: dalla tipografia Mussi, 1809 (Google libri)

## Monumenti e ricordi
- A Milano vi è un monumento a lui dedicato, eseguito dai fratelli Pandiani e collocato vicino all'ingresso dell'Ospedale Maggiore; nel 1974 gli è stato intitolato l'omonimo ospedale, ex Sanatorio di Vialba, attualmente Polo Universitario dell'Università degli Studi di Milano.
- A Varese, sua città natale, gli è stata intitolata la via principale del centro storico, nella quale sorge Palazzo d'Este, sede del Comune, e che costeggia la casa in cui nacque.